# Distrikt Maniitsoq
Maniitsoq ist seit 2009 ein grönländischer Distrikt in Westgrönland. Er ist deckungsgleich mit der von 1950 bis 2008 bestehenden Gemeinde Maniitsoq.

## Lage
Der Distrikt Maniitsoq liegt im zentralen Westgrönland. Nördlich grenzt der Distrikt Sisimiut an, südlich der Distrikt Nuuk.

## Geschichte
Die Gemeinde Maniitsoq entstand 1950 durch die Dekolonialisierung des Kolonialdistrikts Sukkertoppen. Bei der Verwaltungsreform 2009 wurde die Gemeinde Maniitsoq in die Qeqqata Kommunia eingegliedert.

## Orte
Neben der Stadt Maniitsoq befinden sich folgende Dörfer im Distrikt Maniitsoq:
- Atammik
- Kangaamiut
- Napasoq

Daneben befanden sich die folgenden mittlerweile verlassenen Siedlungen in der damaligen Gemeinde bzw. im heutigen Distrikt:
- Appamiut
- Ikerasak
- Ikkamiut
- Kangerluarsuk
- Narsarmiut
- Timerliit

## Wappen
Das Wappen zeigt eine weiße Spitze auf blauem Grund, auf der sich in verwechselten Farben ein Rentierkopf mit Geweih befindet. Die Spitze ist eine Anspielung auf den dänischen Gemeindenamen Sukkertoppen („Zuckerhut“), der sich vermutlich ursprünglich auf einen charakteristischen Berg bezieht. Die Gemeinde ist das Siedlungszentrum der grönländischen Rentiere. Das Wappen wurde 1971 angenommen.

## Bevölkerungsentwicklung
Die Einwohnerzahl des Distrikts ist rückläufig.